# トーマス・トゥーイ
トーマス・トゥーイ（英: Thomas Tuohy, 1917年11月7日 - 2008年3月12日）は、1957年10月10日に英国カンブリア州でウィンズケール原子炉火災事故が発生した時に副所長だった。彼は放射能汚染物質を大気中に放出していた原子炉火災を消火する上で重要な役割を果たし、英国最悪の原子力災害を最小限に抑えた。
トゥーイはウォールズエンド(en)で生まれ、聖カスバート高等学校(en)、ニューカッスル・アポン・タインおよびレディングの大学で教育を受けた。
第二次世界大戦中に彼は化学者としてロイヤル・オードナンスに勤務し、1946年に核燃料産業に就き、1957年にはウィンズケール原子力施設の副所長なった。
1957年10月10日、インフルエンザに罹った家族達の面倒をみるため休暇を取っていたトゥーイは所長からの電話で火災の事を知り、家族に窓を閉め室内に留まるように指示して職場に駆け付けた。火災事故では放射線・水素爆発・建屋のコンクリートが高熱に耐えきれずに崩壊する危険を顧みず、防護服と酸素ボンベを身に付けて高さ80フィートの建屋屋上から消火の指揮を執った。火の勢いが衰えたのを見計らい、消火隊の隊長と自分を残して所員を避難させて送風を止め、鎮火を見届けた。こうして火災が後に発生したチェルノブイリ原子力発電所事故に匹敵する大惨事になる事態は食い止められた。トゥーイは線量計を意図的に打ち捨てていたので正確な被曝量は不明であるが、この一晩で年間許容限度の4倍の放射線は浴びたものと推定されている。
水爆製造のための政府の無謀な増産命令に事故原因があったと知られる事を恐れ、事実は隠蔽され所員の運転ミスという事にされた結果、トゥーイの指揮のもとで命懸けで大事故を防いだ所員達は一転、火災の責任を負わされ、公の非難を浴びた。
1964年に所長に昇進しているが、それは火災に立ち向かった功績が認められたためではなく、状況的に昇進するのが当然の人物であったためである。
1969年には大英帝国勲章を受章した。
1974年に早期退職するまで原子力産業に身を置いた。
2007年10月11日、彼の業績を称えるために『カンブリアを救った男達』(The Men Who Saved Cumbria) というドキュメンタリー番組が ITV Border(en) で放送された。